# Керн, Джулия
Джулия Керн (англ. Julia Kern; род. 12 сентября 1997, Беркли, Калифорния) — американская лыжница. Двукратный призёр чемпионатов мира. 

## Карьера
Джулия Керн представляла США на трёх подряд юниорских чемпионатах мира по лыжным гонкам — в 2015, 2016 и 2017 годах. Лучшим её результатом в личных гонках стало 9-е место в спринте классическим стилем в 2017 году; также она стала бронзовым призёром этого же турнира в составе американской четвёрки в эстафете 4×3,33 км. Три года спустя на юниорском чемпионате американка взяла личную «бронзу» в спринте среди девушек до 23 лет.
Дебют Керн на Кубке мира пришёлся на сезон 2016/2017 — в спринтерской гонке в канадском Квебеке она успешно преодолела сито квалификации, однако закончила борьбу уже в четвертьфинале. Первым подиумом в карьере в рамках Кубка мира для спортсменки завершились спринтерские соревнования свободным стилем, прошедшие 21 декабря 2019 года в словенской Планице. В борьбе за «бронзу» в финишном створе финального забега она опередила более опытную соотечественницу Софи Колдуэлл, став самой молодой американкой, когда-либо восходившей на пьедестал почёта на этапах мирового Кубка.
На чемпионате мира 2019 года в Зефельде на первом для себя старте на столь высоком уровне — квалификационном забеге спринтерских соревнований — Керн показала 22-е время и отобралась в основную сетку, однако уже на стадии 1/4 финала выбыла из дальнейшей борьбы. На следующий день в скиатлоне 7,5+7,5 км ей удалось показать 19-й результат. Спортсменке был доверен первый этап эстафетной гонки, который она закончила 11-й с отставанием более 40 секунд; в итоге американки финишировали пятыми.
На чемпионате мира 2021 года Керн пробежала лишь одну гонку — ей не удалось преодолеть квалификацию спринтерской гонки.

## Результаты

### Чемпионаты мира по лыжным видам спорта
| Чемпионат мира  | Спринт | Командный спринт | 10 км раздельный старт | 7,5+7,5 км скиатлон | 30 км масс-старт | Эстафета |
| --------------- | ------ | ---------------- | ---------------------- | ------------------- | ---------------- | -------- |
| 2019 Зефельд    | 23     | —                | —                      | 19                  | —                | 5        |
| 2021 Оберстдорф | 36     | —                | —                      | —                   | —                | —        |

### Кубок Мира

#### Результаты сезонов
| Сезон | Возраст |             |           |        |     | Зачёты туров   | Зачёты туров | Зачёты туров | Зачёты туров     |
| Сезон | Возраст | Общий зачёт | Дистанция | Спринт | U23 | Nordic Opening | Тур де Ски   | Ски Тур 2020 | Финал Кубка Мира |
| ----- | ------- | ----------- | --------- | ------ | --- | -------------- | ------------ | ------------ | ---------------- |
| 2017  | 19      | 102         | н/п       | 73     | 19  | —              | —            | н/д          | 46               |
| 2018  | 20      | н/п         | н/п       | н/п    | н/п | 73             | —            | н/д          | —                |
| 2019  | 21      | 73          | 77        | 42     | 14  | —              | —            | н/д          | 43               |
| 2020  | 22      | 40          | 53        | 19     | 6   | 49             | DNF          | 30           | н/д              |
| 2021  | 23      |             |           |        |     | 50             | 38           | н/д          | н/д              |

#### Подиумы
- 1 подиум

| #. | Сезон   | Дата            | Место проведения  | Гонка            | Место |
| -- | ------- | --------------- | ----------------- | ---------------- | ----- |
| 1  | 2019/20 | 21 декабря 2018 | Планица, Словения | 1,3 км Спринт СС | 3     |

## Личная жизнь
Джулия Керн родилась в калифорнийском городе Беркли, выросла в Уолтеме (штат Массачусетс), неподалёку от Бостона. Её родители, немцы по национальности, иммигрировали в США для занятия наукой.